# Sprits
Sprits ou spritskoek é um tipo de biscoito tradicional dos Países Baixos, amplamente consumido na região desde o século XVI.

## História
A origem do spritskoek não é confirmada. Uma das possibilidades é de que a receita teria alcançado os Países Baixos por meio de refugiados alemães. Sprits é uma corrupção do termo alemão Spritzkuchen, que significa 'bolo pulverizado'. No entanto, o termo também pode ter surgido na língua neerlandesa, porque spritsen em dialetos holandeses e no jargão dos pintores significa pulverizar ou salpicar.
Credita-se a popularização da receita ao padeiro Pieter Bergman, de Utrecht. Ele desenvolveu seu próprio Spritzenkuchen enquanto praticava confeitaria em Düsseldorf, e começou a produzir e vender exclusivamente a receita em 1886; a venda foi tão bem-sucedida que os biscoitos passaram a ser conhecidos como Bergmans botersprits. Em 1933, a fábrica da Nobo em Ederveen, fundada pelos padeiros Nolen e Van Bochoven, se tornou a primeira a produzir a receita em massa. A fábrica produzia os spritsen junto com outras iguarias típicas holandesas, como gevulde koeken, speculaas e beschuit.
Hoje em dia, é comum encontrar spritsen preparados tanto artesanalmente quanto em massa.

## Preparação
A massa geralmente consiste de manteiga, farinha e açúcar de baunilha, ou outro tipo de adoçante em pó. Raspas de limão também são utilizadas na receita.
Os spritsen são despejados sobre uma assadeira com o uso de uma bisnaga de confeiteiro, que dá ao biscoito seu formato característico; tradicionalmente, usa-se a de ferro, mas hoje em dia é mais comum o uso das bisnagas descartáveis. Os spritsen também costumam ser cobertos com uma camada de chocolate.